# Maria Persson
Maria Ann-Christin Persson (født 9. juni 1959 i Stockholm) er en svensk tidligere barneskuespiller. Hun spillede rollen som Annika Settergren i tv-serien Pippi Langstrømpe (1969), der blev efterfulgt af to spillefilm i 1970. Filmene, der var instrueret af Olle Hellbom, er baseret på Astrid Lindgrens børnebøger af samme navn.
Persson ville egentlig fortsætte sin skuespillerkarriere efter Pippi-filmene. Hun gik på Calle Flygare Teaterskola i en periode, men indså, at hun alt for ofte blev forbundet med rollen som Annika. I stedet blev hun uddannet sygeplejerske, mødte en spanier og flyttede til Mallorca, hvor hun har boet siden. Her har hun arbejdet på barer og senest i ældreplejen.
Maria Persson har en søn fra et tidligere forhold, der er født i 1994. Hun præsenterede sin søn på tysk tv i 2005.

## Filmografi
- Pippi Langstrømpe (tv-serie, 1969)
- Pippi Langstrømpe på de syv have (1970)
- Pippi stikker a' (1970)